# إيرل لوفليس
إيرل لوفليس (بالإنجليزية: Earl Lovelace) (13 يوليو 1935 في ترينيداد وتوباغو)؛ كاتب، صحفي وروائي ترينيدادي.

## الجوائز
- زمالة غوغنهايم